# G.J. Arvin
Georg Julius Jensen Arvin (født 31. maj 1880 i Ulbølle, død 17. oktober 1962 på Frederiksberg) var en dansk skolemand og rektor for Danmarks Lærerhøjskole 1939-1950.
G.J. Arvin var søn af førstelærer Henrik Jensen (død 1902) i Ulbølle ved Vester Skerninge på Fyn.
Arvin har været medlem af mange udvalg og kommissioner, herunder i Skolebiblioteksforeningen, Pædagogisk Selskab, Socialpædagogisk Forening for ny Opdragelse; stifter af Bernadotteskolen i Hellerup. 
Arvin har udarbejdet en række anskuelsesmidler til brug ved den grundlæggende regneundervisning og og metodiske skrifter for regnelærere; medudgiver af Regnebog for Folkeskolen. 
- 1901 lærereksamen fra Skårup Seminarium
- 1901-02 lærer ved Fåborg Realskole
- 1902-18 lærer Frederiksberg skolevæsen
- 1907 student fra Døckers kursus
- 1908-18 leder af Arvins kursus til studentereksamen for lærere og lærerinder
- 1912 cand.mag.
- 1914 sløjdlærereksamen fra Dansk Sløjdlærerskole
- 1918-1939 skoleinspektør på Frederiksberg
- 1920— lærer i regnemetodik ved Danmarks Lærerhøjskole
- 1926–1953 censor i praktik ved lærereksamen
- 1937— konsulent for Radiorådets programudvalg for skole- og ungdomsudsendelser
- 1939-1950 rektor for Danmarks Lærerhøjskole
- 1947-1954 formand for Skoleradioens arbejdsudvalg
- 1949-50 stifter af Bernadotteskolen og det første år dens leder

Han er begravet på Solbjerg Parkkirkegård.